# فرودگاه شهرستان هوستن
فرودگاه شهرستان هوستن (به انگلیسی: Houston Municipal Airport) یک فرودگاه همگانی بهره‌برداری هوایی است که یک باند فرود آسفالت دارد و طول باند آن ۱۱۵۸ متر است. این فرودگاه در کشور ایالات متحده آمریکا قرار دارد و در ارتفاع ۱۰۳ متری از سطح دریا واقع شده‌است.